# Frank Hadow

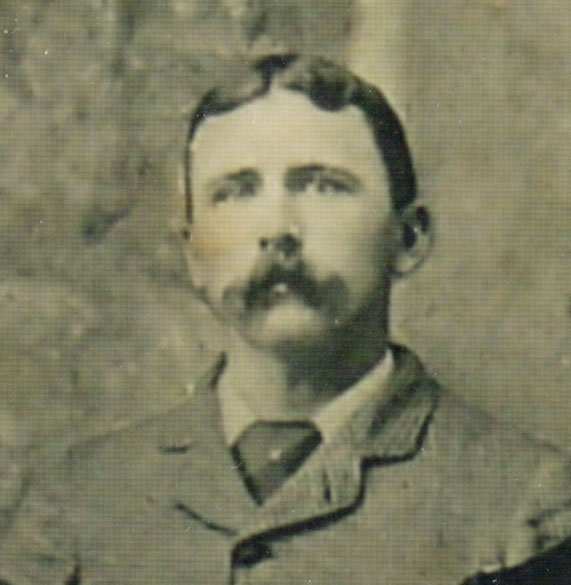
Frank Hadow

Patrick Francis „Frank“ Hadow (* 24. Januar 1855 in London; † 29. Juni 1946 in Bridgwater) war ein englischer Tennisspieler und Wimbledon-Sieger 1878.

## Biographie
Hadow kam 1855 im Londoner Stadtteil Regent’s Park zur Welt und besuchte die Harrow School. Später besaß er eine Kaffeeplantage auf Ceylon. Während eines Urlaubs in England 1878 erfuhr der Cricketspieler von der zweiten Auflage der Wimbledon Championships und beschloss, daran teilzunehmen. Er erreichte auf Anhieb das Finale, in dem er sich gegen den Vorjahressieger Spencer Gore in drei Sätzen durchsetzte. Nach seinem Sieg kehrte er nach Ceylon zurück und nahm an keinem Turnier mehr teil.
Später wurde er noch als Großwildjäger in Afrika bekannt. Er starb 1946 im Alter von 91 Jahren in Bridgwater.
Hadow gilt als Erfinder des Lobs.